# Ascochytopsis
Ascochytopsis är ett släkte av svampar. Ascochytopsis ingår i divisionen sporsäcksvampar och riket svampar.